# Джадан Іван Миколайович
Іва́н Микола́йович Джадан (24 березня 1977 — 29 серпня 2014) — український військовик, солдат Збройних сил України, учасник російсько-української війни.

## Життєпис
Народився 1977 року в місті Кривий Ріг. Закінчив одну із криворізьких шкіл. Створив родину; виховували дітей. Понад 12 років працював ковалем на «АрселорМіттал Кривий Ріг».
В часі війни — механік-радіотелефоніст, 40-й батальйон територіальної оборони «Кривбас».
29 серпня 2014-го загинув під час виходу з Іловайського котла «зеленим коридором» з військовиками 40-го батальйону Ігорем Долговим, Костянтином Нечепуренком, 51-ї механізованої бригади — Василем Зелінським, Віталієм Малишем, двома невідомими бійцями. Пошукова група місії «Експедиція-200» («Чорний тюльпан») 14 вересня у полі в урочищі Червона Поляна біля села Чумаки відшукала його тіло, перевезений у Запоріжжя.
Опізнаний за тестами ДНК, похований 27 лютого 2015-го в Кривому Розі, у місті оголошено траур.
Без Івана лишились батько; дружина Анна Джадан та діти.

## Нагороди та вшанування
За особисту мужність і героїзм, виявлені у захисті державного суверенітету та територіальної цілісності України, вірність військовій присязі під час російсько-української війни
- нагороджений орденом «За мужність» III ступеня (4.6.2015, посмертно).
- медаллю УПЦ КП «За жертовність і любов до України» (посмертно)
- відзнакою міста Кривий Ріг «За Заслуги перед містом» III ступеня (посмертно)
- відзнакою 40-го батальйону «Мужність. Честь. Закон.» (посмертно)
- «Іловайським Хрестом» (посмертно)
- Його портрет розміщений на меморіалі «Стіна пам'яті полеглих за Україну» у Києві: секція 3, ряд 1, місце 34
- Вшановується 29 серпня на щоденному ранковому церемоніалі вшанування українських захисників, які загинули цього дня у різні роки внаслідок російської збройної агресії[3]